# Río Bravo (Meksyk)
Río Bravo – miasto w Meksyku, w stanie Tamaulipas. Liczy 103 400 mieszkańców (1 lipca 2014 roku).